# 942 Romilda
Romilda (asteroide 942) é um asteroide da cintura principal, a 2,5973253 UA. Possui uma excentricidade de 0,1759804 e um período orbital de 2 044 dias (5,6 anos).
Romilda tem uma velocidade orbital média de 16,7763838 km/s e uma inclinação de 10,58684º.
Esse asteroide foi descoberto em 11 de Outubro de 1920 por Karl Reinmuth.